# Poul Marstrand
 Ikke at forveksle med Paul Marstrand.
Poul Frederik Marstrand (13. maj 1851 i København – 13. oktober 1902 i Valby) var en dansk maskinfabrikant, medstifter af Titan.
Marstrand var søn af maleren Wilhelm Marstrand og hustru Margrethe Christine Weidemann. 1875 oprettede han et jernstøberi og maskinfabrik i København, der fra 1889 fik navnet Marstrand, Helweg & Co., da han gik sammen med ingeniøren Regnar Helweg (1861-1932). Fabrikken var ledende i Danmark på det elektrotekniske område og blev i 1897 sammensluttet med A/S Koefoed & Hauberg (tidligere Hellerung & Haubergs Maskinfabrik og S.C. Haubergs Maskinfabrik) i den nye store virksomhed Titan A/S. Samtidig blev Marstrand direktør for Titan, hvilket han i fællesskab med Helweg og S.C. Hauberg var indtil sin død 1902. En af Marstrands søstre var i øvrigt gift med Hans Henrik Schou fra maskinfabrikken A/S Atlas.
1883 ægtede han Thyra Valgerda Burmeister (1. marts 1864 i København – 1950), datter af kaptajn Paril Jacob Burmeister (1838-1874) og Agnes Johanne Constance Løwener (1840-1876). Blandt parrets børn var ingeniøren Vilhelm Marstrand og arkitekterne Knud og Paul Marstrand.